# Alzinar amb roure cerrioide
L'alzinar amb roure cerrioide (Viburno tini-Quercetum ilicis subass. cerrioidetosum, o en una nomenclatura més clàssica Quercetum ilicis galloprovinciale subass. cerrioidetosum) és una variant humida de l'alzinar litoral.
Es caracteritza per la presència d'espècies de tendència submediterrània que s'afegeixen a les de l'alzinar típic:
- A l'estrat arbori principalment s'hi afegeix el roure cerrioide (Quercus cerrioides).
- Als estrats arbustius i lianoide, l'aranyoner (Prunus spinosa), l'arç blanc (Crataegus monogyna), la ginesta triflora (Cytisus triflorus), etc.
- A l'estrat herbori, la maduixera (Fragaria vesca), el fenàs boscà (Brachypodium sylvaticum), el marxívol (Helleborus foetidus), etc.

Es fa en indrets obacs entre 100 i 600 m, principalment les zones silícies del Sistema Mediterrani Català, com ara el vessant vallèsà de la serra de Collserola (un exemple ben conservat d'aquest tipus de bosc es troba a la Reserva Natural de la Font Groga).
A més de les diferències florístiques (d'espècies) esmentades més amunt, sovint la seva estructura també difereix lleugerament de l'alzinar típic, amb un sotabosc menys desenvolupat, recordant una mica el que s'esdevé a les rouredes i fagedes.
Fitosociològicament forma part de l'aliança Quercion ilicis que reuneix les diferents associacions d'alzinars.